# بيوتر دوبروف
بيوتر دوبروف (مواليد 30 يناير 1978) هو مهندس ورائد فضاء روسي في وكالة الفضاء الاتحادية الروسية.